# Český červený králík

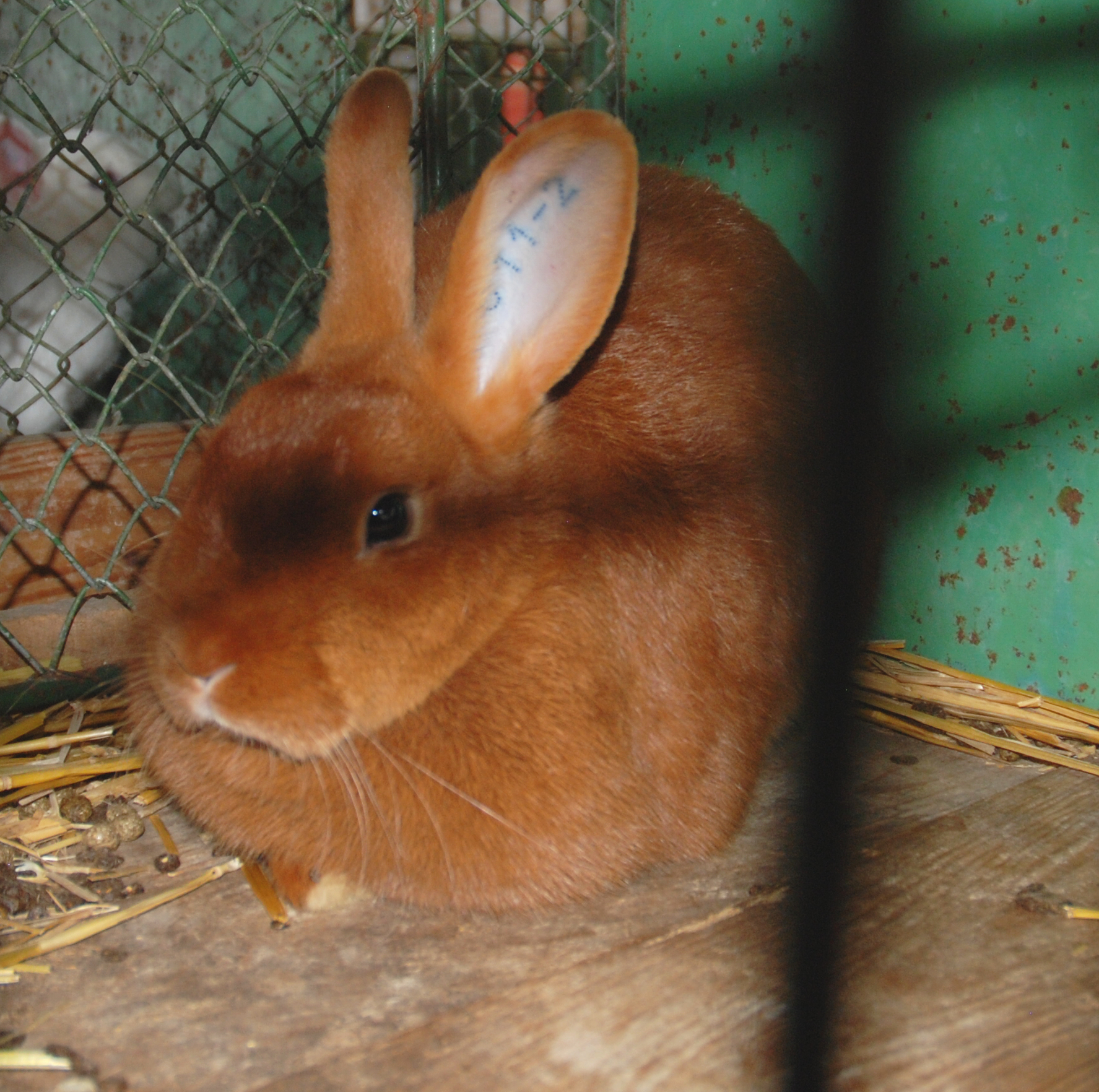

Český červený králík (tjeckisk röd kanin) är en kaninras från Tjeckien. Den väger mellan 2,5 och 3,2 kg, och har en päls som är grå eller rödbrun. Det finns cirka 150 registrerade djur av denna ras. Český červený králík blev godkänd som ras år 1959.